# Моисеев (хутор)
Моисе́ев — хутор в Дубовском районе Ростовской области.
Входит в состав Романовского сельского поселения.

## Население
| 1926 | 2002 |
| ---- | ---- |
| 470  | 92   |

| 1989 | 2002 | 2010 |
| ---- | ---- | ---- |
| 74   | ↗88  | ↗134 |

## Улицы
На хуторе имеются два объекта: переулок Набережный и улица Речная.